# Daron Payne
Daron Payne (Birmingham, 27 maggio 1997) è un giocatore di football americano statunitense che milita nel ruolo di nose tackle per i Washington Commanders della National Football League (NFL).

## Carriera universitaria
Al college Payne giocò a football con gli Alabama Crimson Tide dal 2015 al 2017. Con essi vinse due campionati NCAA nel 2015 e nel 2017, nella finale del secondo dei quali fu premiato come miglior giocatore dell'incontro contro i Georgia Bulldogs in cui fece registrare un intercetto e segnò un touchdown in attacco, oltre a mettere a segno 6 tackle.

## Carriera professionistica
Il 26 aprile 2018 Payne fu scelto come 13º assoluto nel Draft NFL 2018 dai Washington Redskins. Debuttò come professionista partendo come titolare nella gara del primo turno contro gli Arizona Cardinals mettendo a segno 3 tackle. Il primo sack lo mise a segno due settimane dopo contro i Green Bay Packers. La sua annata si chiuse disputando tutte le 16 partite come titolare, con 56 tackle e 5 sack, venendo inserito nella formazione ideale dei rookie dalla Pro Football Writers Association. Nel 2022 Payne fu convocato per il suo primo Pro Bowl al posto dell'infortunato Aaron Donald dopo avere messo a segno 11,5 sack.
Scaduto il suo contratto, il 28 febbraio 2023 i Commanders applicarono su Payne la franchise tag. Il 12 marzo 2023 firmó un nuovo contratto di quattro anni del valore di 90 milioni di dollari.

## Palmarès
- Convocazioni al Pro Bowl: 1

2022
- PFWA All-Rookie Team - 2018